# Dejémonos de vainas
Dejémonos de vainas fue una comedia de la televisión colombiana producida por Coestrellas entre los años 1984 y 1998. Escrita por Daniel Samper Pizano y Bernardo Romero Pereiro, la serie estaba inspirada en un libro del mismo nombre, que recopilaba las columnas humorísticas de Samper Pizano en la sección "Postre de Notas" en la revista femenina "Carrusel", que circulaba los viernes con el diario El Tiempo. De acuerdo con una nota en el periódico El Colombiano, la serie tuvo una duración de 741 episodios. No existe un registro público y específico del número de episodios.

## Argumento
Los Vargas son una típica familia de clase media bogotana. En un comienzo, era una semblanza de la familia Samper Tafur (familia de uno de los libretistas). Daniel Samper era representado como Juan Ramón Vargas, periodista que trabaja en el periódico bogotano "El Clima" en alusión al periódico El Tiempo de Bogotá, cuya competencia era en la serie "El Observador", que también representa a El Espectador competidor histórico del primero. 
Las peripecias de la familia se derivaban de hechos cotidianos como una visita, un paseo o acontecimientos de la realidad nacional. La familia era completada por Renata de Vargas (Paula Peña), los tres hijos de la familia: Teresita, Margarita y Ramoncito, la empleada de la casa (Josefa), el mejor amigo de la familia (Ramiro Esprilla) y Doña Mónica, la madre de Juan Ramón. Como suele suceder en las comedias de Estados Unidos, hay cambios en el elenco, ocasionados por salidas de actores o fallecimiento de algunos. Monica Cordón, la primera actriz en interpretar a Teresita, deja la serie para viajar a estudiar en un intercambio y es reemplazada por Claudia Anderson. Carmen de Lugo, quien interpretó a la mamá de "Puchis", falleció en 1986. Para suplirla, los libretistas le dieron más relevancia al personaje de la Tía Loli (Érika Krum).
Juan Ramón Vargas fue interpretado por Víctor Hugo Morant, quien renunció a la serie en 1986 cuando le fue negada una licencia tras sufrir un pre infarto. La ausencia del actor se justificó con el cubrimiento del mundial México 86. A su regreso, el personaje fue encarnado por Carlos de la Fuente, que causó polémica por tener cabello y bigote. Sin embargo, le imprimió su sello al personaje y al poco tiempo, pocos recordaban al primer "Puchis" .
En 1988, Teresita, una de las hijas se casó y se fue a vivir con su marido, un estadounidense llamado John Milhouse Clemens (Jimmie Bernal). Juntos protagonizaron la comedia derivada Te quiero Pecas, que se emitió bajo la producción de RCN entre octubre de 1988 y mayo de 1994.
Una de las características del programa era que había un grupo de personajes comodín o virtuales que servían como disculpa para referirse a temas o situaciones que no se mostraban en el programa, como por ejemplo el Tuto Barrios (supuesto novio de Teresita) o Pepita Mendieta (Dama de alta sociedad y amiga de la Tía Loli). 
Los otros personajes también eran del entorno de los libretistas: Julián Vargas, el hermano de Juan Ramón que se dedicaba a la política en la serie y que es una parodia de Ernesto Samper Pizano, político, expresidente de Colombia y hermano de Daniel Samper y su hija, una sabionda insoportable llamada "La Prima Donna". El personaje de Heriberto Ángeles (el jefe de Juan Ramón), era en realidad una sátira de Hernando Santos Castillo, el director de El Tiempo.
En el documental Colombia Vive realizado por el Canal Caracol en 2008, se hizo alusión a la serie, mostrando una escena entre Juan Ramón (Carlos de la Fuente), Renata (Paula Peña) y Ramoncito (Benjamín Herrera).
A diferencia de la televisión estadounidense y de otros países, en la televisión colombiana no se trabaja por temporadas. Un programa se emite sin interrupciones desde su inicio hasta que sale del aire, en el caso de esta comedia, a veces se emitían repeticiones a petición del público o en las fechas que coincidían con el final o comienzo de año, al igual que resúmenes con lo mejor.

## Episodios deDejémonos de Vainas
Este listado de episodios no está en orden cronológico de producción o emisión y solo se presenta como referencia. A 2025, la plataforma RTVC Play tiene publicados oficialmente 127 de los episodios de la serie.

1. Comerciales para televisión
2. El papá de Pelé
3. Los viudos del candidato
4. El gran hermano llegó
5. Cuaderno de tareas
6. Los helechos deliberantes
7. Los apuros de Ramiro
8. Los apuros de Ramiro II
9. Costeño tenía que ser
10. Mamá Josefa
11. ¿Qué nombre le pondremos?
12. ¿Qué nombre le pondremos? II
13. La familia armonía
14. La familia armonía II
15. Vacaciones de locura
16. Vacaciones de locura II
17. Vacaciones de locura III
18. La prima Donna
19. Serie cómica
20. A otro perro con ese hueso
21. A otro perro con ese hueso II
22. De la pizza a la pizzicato
23. Torta de cumpleaños
24. La mamá trabaja la palabra hasta azarar la familia Vargas
25. Guacamayo Sánchez
26. El tercer ojo
27. Aunque me espine la mano
28. Dos empleados modelo
29. El graffiti
30. El bautizo de los mellizos
31. Full equipo
32. Oiga, mire, vea III
33. Oiga, mire, vea II
34. Los tiempos del Go Go
35. El premio nobel
36. Más barato por decena
37. La cigüeña pide pista
38. Bienvenida a periodistas extranjeros
39. Mi querida amiga
40. Yo converso solo en verso
41. Guacamayo Sánchez II
42. Sobre ruedas
43. Desorientación profesional
44. El Tuto Barrios
45. Los cisnes
46. Todos estábamos a la espera
47. La calvicie esta de moda
48. Renata y compañía ltda.
49. Desayuno sobre la hierba
50. Problemas de tecnología
51. Declaración
52. La mensajera
53. Música maestro
54. Verde te quiero verde
55. Vacaciones de Navidad
56. Descubriendo un chanchullo
57. El retrato de botero
58. Blow up
59. Dónde están las llaves
60. La fiebre turca
61. La TV achica
62. Soñar no cuesta nada
63. Tremenda encomienda
64. La primípara
65. El amor es bizco
66. Comienzan las clases
67. No hay cama pa' tanta gente II
68. No hay cama pa' tanta gente
69. La guardería
70. Gato paso por aquí
71. Silencio en la noche
72. Caballo viejo
73. R.S.V. P
74. Hombres de la madrugada
75. Papá Noel... Mamá Noel
76. El ex Marqués de San Jorge
77. La noche de los cien
78. Diga treinta y tres
79. Huracán de pasiones aborígenes
80. Esto no duele nada
81. Ser mamá es para machos
82. Los nuevos socios
83. Aquí no pasa nada
84. Ya llegó la fecha
85. Nido de amor
86. Nido de amor II
87. Do, Re, Mi, Fa, Sol
88. A la 'dire' con cariño
89. Que siga la fiesta
90. Corazón

## Personajes principales
- Juan Ramón Vargas Sampedro - Padre de familia, interpretado por Víctor Hugo Morant (1984 - mayo de 1986) y luego por Carlos de la Fuente (agosto de 1986 - 1998). Periodista del diario "El Clima" e hincha del Independiente Santa Fe, claramente inspirado en el creador de la serie, el periodista y escritor Daniel Samper Pizano. Desde el inicio de la serie en 1984 hasta abril/mayo de 1986 fue interpretado por el actor Víctor Hugo Morant, quien combinaba este papel con otra comedia de gran éxito, "Don Chinche" (Donde interpretaba al abogado bogotano Andrés Patricio Pardo de Brigard, "El Doctor Pardito"). Salió del elenco en mayo de 1986 (su último episodio es, quizás, "La mensajera", RTVC 50), tras una disputa con los directivos de la serie,[4] debido a un permiso de salud que solicitó tras sufrir un pre infarto. Como excusa de su cambio, fue enviado a cubrir el mundial de México 86. Al regresar fue interpretado hasta el final de la serie por el actor Carlos de la Fuente (uno de sus primeros episodios fue "La televisión achica", RTVC 63). Si bien al principio, hubo protestas del público,[5] con el paso del tiempo De la Fuente se ganó al público y al final, pocos recordaban que antes hubo otro "Puchis" (Apodo cariñoso que le daba su esposa al personaje).

- Renata Hermelinda Villegas de Vargas - Madre, interpretada por Paula Peña. De origen paisa, es dedicada al hogar aunque hizo estudios de bacteriología.

- Margarita Vargas Villegas - Hija, interpretada por Marisol Correa. Estudió medicina, y para explicar su ausencia durante 1995 y 1998, se utilizó como excusa el trabajar en el Amazonas como médica. A lo largo de la serie tuvo varios novios. Su última aparición fue en el último capítulo de la serie, en 1998, cuando regresa de la selva.

- Teresita Vargas Villegas - Hija, interpretada por Mónica Cordón (hasta el episodio "Siempre en domingo", emitido el 7 de diciembre de 1984), quién dejó al personaje para viajar a estudiar a Estados Unidos. Como excusa, el personaje se fue a un intercambio, y para su regreso, el papel fue retomado por la actriz Claudia Anderson a partir de marzo de 1985  (aparece ya en el episodio Qué nombre le pondremos, emitido el 22 de marzo de 1985, RTVC 11), interpetándola en la serie y en su spin-off "Te quiero Pecas" de 1988 a 1994. Estudió Derecho pero no ejerció su profesión sino hasta las últimas temporadas de la serie debido a su viaje a Estados Unidos.

- Ramón ("Ramoncito") Benigno Vargas Villegas - Hijo, interpretado por Benjamín Herrera. "Ramoncito" fue un personaje popular de la serie, pero hacia 1997 el actor Benjamín Herrera dejó el programa debido a problemas de abuso con el alcohol. Como excusa, su personaje fue enviado a trabajar como fotógrafo en el exterior.

- Federico y Sebastián Vargas - Hijos gemelos, interpretados por Diego Emilio y Jorge Ernesto Arango.

- Josefa Chivatá - Empleada del servicio de origen boyacense, interpretada por Maru Yamayusa. Ramiro (El costeño) y John Clemens (El gringo) le tienen el apodo de "La boyacacuna".

- María Josefa Chivatá - Hija de Josefa cuyo padre se le conoce como el "Juancho" el cual es un camionero que fue novio de Josefa pero la abandona y no regresa sino en la última temporada de la serie. Fue bautizada en Aposentos Tuta. Interpretada por María Angélica Rivillas.

## Otros personajes
- Dolores Vargas "La Tía Loli" - Tía paterna de Juan Ramón, interpretada por Erika Krum. La tía solterona y miembro de la alta sociedad bogotana. Estuvo enamorada de Ramiro.

- Mónica Sampedro de Vargas - Madre de Juan Ramón, interpretada por Anuncia Pereiro de Romero (Carmen de Lugo), hasta su muerte en 1986.

- Ramiro Esprilla "El Costeño" - Interpretado por Édgar Palacio. Es el amigo costeño de Juan Ramón y compañero de labores en el periódico. Salió de la serie en 1995.

- Hércules Bocanegra - Interpretado por John Silva. Fue novio de Margarita y de la Prima Donna. Su habilidad es la de componer poemas no muy buenos y al mismo tiempo es muy fuerte.

- Donnatella ("Donna") Vargas o la "Prima Donna" - Interpretada por Genoveva Nieto (fallecida el 17 de marzo de 2017). Es sobrina de Juan Ramón. La típica muchacha inteligente, pero al mismo tiempo antipática. Fue novia de Hércules, y estuvo enamorada de Juan Nepomuceno, amigo de Margarita, y Gerónimo, compañero de clases de Margarita. Se conoce en las últimas temporadas una hija de ella, de nombre Afrodita, la cual se sabe que es niña probeta.

- Heriberto Ángeles - Interpretado por Manuel Pachón. Jefe de Juan Ramón y el director del periódico el clima (El Tiempo). Puede ser una parodia de Hernando Santos.

- Felipe Ángeles - Interpretado por Luis Fernando Bohórquez. Fue novio de Margarita. El típico muchacho gomelo, además dueño de una discoteca. Deja su relación con Margarita para unirse a una congregación religiosa, posiblemente sea una parodia de Felipe Santos.

- Julián Vargas  - Padre de Donna y hermano de Juan Ramón. Se desempeña como político lo cual posiblemente sea una parodia del hoy expresidente Ernesto Samper, hermano de Daniel Samper. Interpretado por Mauricio Pérez.

- Joseíto Borrón "El Cubano" - Interpretado por Alberto Pujol. Es el reemplazo de Ramiro Espriella a partir de 1995 hasta el final de la serie. Josefa a menudo lo llama "Manchón", por su apellido. Tiene un restaurante de comida típica cubana en Bogotá llamado "Mi Caney".

- Josefina "Tina" Villegas - Interpretada por Carolina Sarmiento. Hermana de Renata. Ramiro estuvo enamorada de ella, hasta el punto de querer casarse con ella.

- Daisy "Lady Di" Villegas - Interpretada por Verónica Orozco. Hija de Tina y sobrina de Renata.

- Carlitos Villegas - Interpretado por Daniel Bayona. Hijo de Tina y sobrino de Renata.

- Ana María "Monina" - Interpretada por Natalia Betancourt. Los padres de ella son colombianos pero viven en Estados Unidos y son amigos de Teresita, por lo cual al llegar a Colombia (nació y vivió en Estados Unidos) se queda con los Vargas. Al principio no quería adaptarse a las costumbres colombianas y trata de imponer en la casa de los Vargas las costumbres norteamericanas pero finalmente se adapta exitosamente, como se muestra en el episodio "Una nueva hija" el cual fue la primera aparición del personaje.

- John Milhouse Clemens "El Gringo" - Interpretado por Jimmie Bernal. Es el novio y posterior esposo de Teresita, quien ocupó el lugar que dejó Tuto Barrios, cuyo actor, Carlos Parra "Parruca", falleció durante la serie.

- Francisca Clemens Vargas "Paca" - Aunque su primera aparición fue en Te Quiero Pecas, como primogénita de los Clemens-Vargas, siendo su actriz María Alejanda Pupo, en Dejémonos de vainas, aparece en 1996 cuando John y Teresita regresan de los Estados Unidos, con Ximena Restrepo como actriz. Es una niña criada bajo el sistema norteamericano, y a veces actúa como si fuera un adulto, debido a los consejos que reciben los Clemens para su crianza.

- Carolino Bocanegra - Interpretado por César Mora. Es el padre de Hércules y esposo de la tía Loli. Se casaron en una ceremonia a la que solo fueron los novios y sus padrinos, el tío Blacho y Josefa, al parecer, en Aposentos Tuta. Al morir, le deja a Loli como herencia sus cenizas.

- La prima Mimí - Interpretada por Conny Buitrago. Prima de Renata y objeto de celos de ella hacia Juan Ramón. Aparece en las temporadas de finales de los 80s.

- Maria Antonieta - Interpretada por la modelo María Goretti. Una modelo de origen brasileño que se queda en la casa de Los Vargas mientras encuentra trabajo. Juan Ramón y Ramoncito se enamoran de ella. Aparece en las temporadas de comienzos de los 90s.

- La prima Facunda - Interpretada por Marina García. Prima de la tía Loli. Se queda con los Vargas, porque, según Loli la casa de ella está en remodelación, para molestia de los Vargas ya que se la pasa viendo televisión, en especial las películas de marcianos, en el televisor de la familia hasta altas horas de la noche. Solo aparece en el capítulo "Llegaron los Marcianos".

- Soledad Vargas - Interpretada por Alicia de Rojas. Es hermana de Loli y tía de Juan Ramón. Una monja de clausura que visita a los Vargas debido a que su convento es reubicado a Medellín. Al principio los Vargas no sabían cómo atenderla ya que estuvo mucho tiempo en el convento y desconocía la ciudad pero finalmente no solo la atienden bien sino que para sorpresa de toda la familia, Soledad se adapta a la vida citadina y se gana su cariño y aprecio.

- Los Vecinos - Interpretados por actores de nombre desconocido, se mudan al lado de los Vargas, pero la señora de la casa no los quiere recibir porque para ella son unos desconocidos y se porta de manera antipática, mientras que el jefe de la casa, de nombre Ramiro, los invita a ver un partido del Mundial de USA 1994, para disgusto de su esposa. Aparecen en el episodio "Semifinal de Campeonato" de 1994.

- Juan Nepomuceno - Interpretado por Mario Ferro. Es amigo de Margarita y tiene la habilidad de componer canciones, las cuales muchas veces no son del agrado de los Vargas ya que siempre los llama por teléfono para que escuchen sus creaciones, tanto que, en un desespero, Juan Ramón le dice por ese medio que no es la casa de los Vargas sino la embajada de la República de Chiquirriminchi, en África, pero el invento sale mal ya que Juan Nepomuceno crea el himno de ese país inventado y a Juan Ramón le toca confesar la verdad. Josefa le dice "El cantautor" y al escuchar su nombre se ríe. En el episodio "Por ser la primera vez" le ayuda a Renata a crear coplas para ganar un concurso de coplas.

- Gerónimo - Interpretado por Javier Lucumí. Es compañero de Margarita en la universidad y tanto Margarita como la Prima Donna se enamoran de él. Es rechazado por la tía Loli por ser afrocolombiano (negro), pero al enterarse de que es embajador de la república de Chiquirriminchi su actitud hacia él cambia, a pesar de que dicho país fue inventado por Juan Ramón para sacarse de encima a Juan Nepomuceno. Sus amigos le dicen "Carloncho".

- Paula Petronila - Interpretada por Luz Helena Villegas. Es compañera de Margarita en la Universidad. Sufre de lipograma, una discapacidad que solo le permite decir palabras que comienzan con P, pero no ha sido impedimento para relacionarse con los demás. Aparece en los episodios "Para poder practicar pediatría" y "Cortemos carreta cansona".

- Carlitos Castañeda - Interpretado por Carlos Congote. Es compañero de Margarita en la Universidad. Al igual que Paula, sufre de lipograma, una discapacidad que solo le permite decir palabras que comienzan con C, pero no ha sido impedimento para relacionarse con los demás, incluso es novio de Paula. Aparece en los episodios "Para poder practicar pediatría" y "Cortemos carreta cansona".
- Santiago Soto - Interpretado por Bernardo Duque, apareció en los últimos episodios de la serie, novio de Margarita.
- Estela Tabuena - Vecina de los Vargas, interpretada por Martha Liliana Ruiz.

## Personajes virtuales
Aparecieron pocas veces, pero eran muy populares.
- Pepita Mendieta (Josefa Mendieta Sáenz de Santodomingo) - Amiga de la tía Loli, interpretada inicialmente por Elsa Aldao y posteriormente por Clara Marulanda. Es la típica dama de alta sociedad bogotana, muy fiel a la alta alcurnia y a las normas de etiqueta, además de vivir de apariencias y de conocer a personajes de alta sociedad, incluyendo embajadores. En el episodio "RSVP" invita a Juan Ramón, Renata y Ramiro a su casa a cenar con la tía Loli y los embajadores de Yugoslavia y Austria y en la cena no le gusta el comportamiento de Ramiro debido a su desconocimiento de normas de etiqueta y cortesía.

- El "Tuto" Barrios - Novio de Teresita. Integrante del Ejército. Interpretado por Danilo Santos y Carlos Parra "Parruca". Apareció en un episodio de Te Quiero Pecas, spin off de Dejémonos de Vainas, John Clemens (Jimmie Bernal), ocupó el papel de novio y después de esposo de Teresita.

## Banda sonora
Rose Royce - Yo yo (Aparece en Best of Rose Royce from Car Wash (1988), Best of Car Wash (1977) y Car Wash (1976))

## Frases Famosas
El programa generó algunas frases que empezaron a usarse públicamente. Entre ellas están:
- Dejémonos de vainas, ¿sí? - Siempre se decía al final del capítulo y servía para cerrar el conflicto. Cuando este quedaba abierto para ser continuado en un capítulo posterior se solía decir  "ni de vainas" o "no podemos dejarnos de vainas", hasta tanto el problema no fuera resuelto.
- Costeño tenía que ser - Se la decían a Ramiro de forma despectiva aludiendo siempre a actitudes o defectos. Cayó en desuso en las últimas temporadas de Ramiro en la serie.
- Aposentos Tuta, mi pueblo - Esto lo decía Josefa para referirse a su pueblo natal.
- Agarro mi maleta, cargo a mi china, cojo la flota y arranco para Aposentos Tuta, mi pueblo - Frase de Josefa cuando estaba a punto de renunciar. No obstante, en las primeras temporadas, Josefa solo decía Agarro mi maleta, cargo a mi china, cojo la flota y arranco para mi pueblo.
- ¡Las cachas!  - Frase típica de los Vargas, cuando alguien mencionaba algo que no le parecía bien o no lo quería hacer.
- "Hiiiiiijueldiablo"  - Frase de Ramoncito para indicar admiración; era usada por otros personajes de la familia diciendo "Hiiiiiiiijueldiablo......como dice Ramoncito" o por el mismo Ramoncito diciendo "Hiiiiijueldiablo.......como digo yo"
- "Don Juan Ramón... ¡¡¡Usted si es mucho lo... uich!!!" Frase de Josefa cuando se quedaba perpleja frente a alguna conducta reprobable o poco ortodoxa por parte de su patrón sobre todo cuando este hacía pasar vergüenza al núcleo familiar frente a las visitas".
- "Hijuelita!..." Frase que comenzaba Josefa cuando había algún suceso importante, o un hecho que la conmocionaba.
- "Esas son las vainas que me embejucan de este país!..." Frase que usaba Juan Ramón cuando algo no le gustaba.
- Otro chiste recurrente era la llegada de Ramiro a la casa, quien encontraba la puerta de la casa sin cerrar.

## Serie derivadas
"Te quiero Pecas" es la primera serie derivada de Dejémonos de Vainas, producida por la entonces programadora RCN Televisión, entre 1988 y 1994. En esta serie se centra en la vida de casados de Teresita Vargas y John "El Gringo". Entre sus actores estaban Chela Del Río como la vecina mayor y amiga de la pareja y Fernando Villate, como Max, un mecánico de aviones que trabajaba con John Milhouse Clemens.
El segundo spin-off es Dejémonos de Vargas, producida y emitida por RCN Televisión, en el año 2022. Trata sobre la vida de casado de Ramoncito, uno de los hijos más representativos de los Vargas. En esta cuenta con la participación de Pity Camacho, como Ramoncito, Margarita Muñoz y Maru Yamayusa retomando el rol de Josefa